# Miguel Gutiérrez (labdarúgó, 2001)
Miguel Gutiérrez (Madrid, 2001. július 27. –) olimpiai bajnok spanyol korosztályos válogatott labdarúgó, a Girona hátvédje.

## Pályafutása

### Klubcsapatokban
Gutiérrez Spanyolország fővárosában, Madridban született. Az ifjúsági pályafutását az ADYC és a Getafe csapatában kezdte, majd a Real Madrid akadémiájánál folytatta.
2020-ban mutatkozott be a Real Madrid tartalék, illetve az első osztályban szereplő felnőtt keretében. 2022. augusztus 5-én ötéves szerződést kötött a Girona együttesével. Először a 2022. augusztus 14-ei, Valencia ellen 1–0-ra elvesztett mérkőzés 62. percében, Valery Fernández cseréjeként lépett pályára. Első gólját 2023. március 4-én, a Getafe ellen idegenben 3–2-es vereséggel zárult találkozón szerezte meg.

### A válogatottban
Gutiérrez az U16-ostól az U21-esig szinte minden korosztályos válogatottban képviselte Spanyolországot.
2021-ben debütált az U21-es válogatottban. Először a 2021. október 12-ei, Észak-Írország ellen 3–0-ra megnyert mérkőzés 76. percében, Juan Mirandát váltva lépett pályára.
2024-ben a párizsi olimpián a spanyol válogatott tagjaként olimpiai bajnoki címet szerzett.

## Statisztikák
2023. április 1. szerint
| Klub        | Szezon   | Osztály  | Bajnokság | Bajnokság | Kupa és Ligakupa | Kupa és Ligakupa | Nemzetközi | Nemzetközi | Összesen | Összesen |
| Klub        | Szezon   | Osztály  | Meccs     | Gól       | Meccs            | Gól              | Meccs      | Gól        | Meccs    | Gól      |
| ----------- | -------- | -------- | --------- | --------- | ---------------- | ---------------- | ---------- | ---------- | -------- | -------- |
| Real Madrid | 2020–21  | La Liga  | 6         | 0         | 0                | 0                | —          | —          | 6        | 0        |
| Real Madrid | 2021–22  | La Liga  | 3         | 0         | 0                | 0                | 1          | 0          | 4        | 0        |
| Real Madrid | Összesen | Összesen | 9         | 0         | 0                | 0                | 1          | 0          | 10       | 0        |
| Girona      | 2022–23  | La Liga  | 25        | 1         | 2                | 0                | —          | —          | 27       | 1        |
| Összesen    | Összesen | Összesen | 34        | 1         | 2                | 0                | 1          | 0          | 37       | 1        |

## Sikerei, díjai
Real Madrid
- La Liga
  - Bajnok (1): 2021–22

- Spanyol Szuperkupa
  - Győztes (1): 2021

- UEFA-bajnokok ligája
  - Győztes (1): 2021–22

Spanyol U19-es válogatott
- U19-es labdarúgó-Európa-bajnokság
  - Győztes (1): 2019